# Винья, Фернандо
Фернандо Винья (исп. Fernando Viña, род. 16 апреля 1969 года в Сакраменто) — бывший американский профессиональный бейсболист кубинского происхождения, второй бейсмен. После завершения карьеры работал аналитиком на канале ESPN.

## Карьера
Профессиональную карьеру начал в 1993 году в «Сиэтл Маринерс». Затем выступал за «Нью-Йорк Метс», «Милуоки Брюэрс», «Сент-Луис Кардиналс» и «Детройт Тайгерс».
В 1998 году принимал участие в Матче всех звёзд Лиги.
В сезонах 2001 и 2002 получал приз «Золотая перчатка».
В 2004 году сыграл в 29 матчах за «Тайгерс», после чего получил травму ноги. Из-за неё же пропустил весь сезон 2005 года.
В 2006 году получил приглашение на весенние игры от «Маринерс», но еще до начала сезона был отчислен из команды из-за очередной травмы ноги. После этого объявил о завершение карьеры игрока.
С 2007 по 2009 год работал аналитиком в передаче Baseball Tonight на канале ESPN.
13 декабря 2007 года имя Виньи было упомянуто в «Докладе Митчелла» в связи с возможным использованием стероидов. Согласно докладу, в период между 2000 и 2005 годами Винья трижды приобретал стероиды у сотрудника клуба «Нью-Йорк Метс» Дерека Спранга. Позднее Винья заявил что употреблял гормоны роста в 2003 году для восстановления после травмы, но никогда не приобретал или употреблял стероиды.